# Vyšehrad (národní přírodní rezervace)
Vyšehrad je národní přírodní rezervace v katastrálních územích obcí Jasenovo v okrese Turčianske Teplice a Nitrianske Pravno v okrese Prievidza na rozhraní Žilinského a Trenčínského kraje. Území bylo vyhlášeno v roce 1973 a jeho rozloha je 48,65 hektaru. Předmětem ochrany je vápencový masív Vyšehradu s lesostepní vegetací a vzácnými druhy hmyzu.